# Castello di Aufhausen
Il castello di Aufhausen è un castello situato ad Aufhausen, vicino a Erding.

## Storia
Nel 788 viene menzionato per la prima volta "Ufhusa"; il maniero fu costruito con il permesso del duca Tassilone III al monastero di Mondsee.
Le strutture basilari dell'attuale castello furono costruite nel 1596, ampliate intorno al 1720 come edificio cubico a tre piani con tetto a mansarda e completate dalla cappella del castello di Santa Maddalena, probabilmente da Hans Kogler. Nel 1760 la cappella venne ridisegnata da Johann Baptist Lethner.
Dal 1774 il castello di Aufhausen appartenne al conte Max von Preysing, che lo vendette nel 1817 al futuro avvocato nobilitato Michael Nikolaus Ludwig von Auer (1777–1835), padre dei politici Adolf von Auer (1831–1916) e Julius von Auer (1832–1915). Quando la famiglia venne nobile nel 1832, adottò il titolo nobiliare "Auer von Aufhausen", derivato dal castello. Il figlio maggiore e membro del parlamento statale, Max von Auer (1821–1881), ereditò la proprietà nel 1835, alla morte del padre. Nel 1883 la vedova vendette la proprietà al banchiere Christoph Robert von Froelich. Nel 1883 incorporò la sua banca di Augusta nella nuova Bayerische Vereinsbank e ne divenne il primo presidente del consiglio di amministrazione. Alla fine del XIX secolo vennero aggiunti edifici agricoli che formavano un complesso quadrilatero. È stata conservata una storica pista da bowling risalente al 1897.
Nel 1983 la baronessa Friederun von Hammerstein ereditò la proprietà e ristrutturò il castello e gli annessi insieme al marito Alexander. Alcune sale, la cappella del castello e la storica pista da bowling possono essere affittate per eventi.